# Shiba Yoshimune
Shiba Yoshimune (斯波 義統?; 1513 – 10 agosto 1554) è stato un Daimyō giapponese del periodo Sengoku, capo del clan Shiba.

## Biografia
Nominalmente Yoshimune era il governatore (shugo) della provincia di Owari e risiedeva al castello Kiyosu. Tuttavia era Oda Nobutomo che governava la provincia alle sue spalle dopo la morte di Oda Nobuhide. 
Nell'anno 1551 avvenne la nomina di Oda Nobunaga come erede della posizione del suo defunto padre Nobuhide, e Nobutomo, che si opponeva a tale nomina, progettò di assassinare Nobunaga. Yoshimune venne a sapere di questo complotto lo riferì a Nobunaga. Nobutomo, scoperta la soffiata, fece uccidere Yoshimune nel 1554, prendendo possesso del castello di Kiyosu. 
L'anno successivo Nobunaga assediò il castello di Kiyosu assieme al figlio ed erede di Yoshimune, Yoshikane, e uccise Nobutomo. riconsegnando il castello al clan Shiba.